# Список гвардейских миномётных полков РККА
В сентябре 1941 года немногочисленные гвардейские минометные части М-8 и М-13 были выделены из состава артиллерии Красной Армии, в том числе из артиллерии РГК.
Была введена должность Командующего минометными частями М-8 и М-13 с непосредственным подчинением его СВГК. На должность был назначен военинженер 1 ранга В. В. Аборенков.
За короткий срок был сформирован новый род артиллерии, численность ГМЧ в войну не превышала 160.000 человек, который после войны был расформирован и вошёл обратно в состав артиллерии армии.
Первый полк начал формироваться 4 августа 1941 года — Постановление ГКО № 392сс, от 04 августа 1941 года, «О сформировании одного гвардейского минометного полка М-13».
Изначально было сформировано пять полков М-13, в дальнейшем их численность увеличивалась, однако, в итоге ставшие не самостоятельными боевыми частями, а структурными соединениями:

наиболее рациональной формой организации минометных частей М-8 и М-13 стал отдельный гвардейский минометный дивизион. Дивизионы, формально оставаясь в составе полков, действовали на значительном расстоянии от управлений полков, становились все более и более отдельными в полном смысле этого слова.— военный историк М. В. Коломиец

## Полки
- Постановление ГКО № 392сс, от 04 августа 1941 года, «О сформировании одного гвардейского минометного полка М-13».

| Формирование | Командиры | Состав |
| --- | --- | --- |
| Курсантский миномётный полк 1-го МКАУ | Начальник училища полковник / генерал-майор Бажанов Юрий Павлович (до 1.1942, с 3.1942 — Нач. ОГ ГМЧ СЗФ), генерал-майор Вовченко, Максим Лаврентьевич (с 1944); | Полк сформирован в 10.1941 из курсантов уч-ща — 5 д-нов; 2-й отд. артдивизион М-13; |
| Отдельный артиллерийский полк М-13 Ленинградского фронта                                                                                           | майор Потифоров Иван Алексеевич (затем ком-р 38 ГМП); | Сформирован 10.11.1941 г. на базе огмдн ЛенФ; Переформирован в 38 ГМП; |
| 1-й гвардейский миномётный полк (1-го формирования)                                                                                                | майор Шмаков Владимир Алексеевич (до 10.1941, с 23.10.1941 — НШ формирований ГМЧ); | 1-й д-н / 6-й огв. миндн 21 ГМП; 2-й д-н / 31 огмдн 74 ГМП и 42 огмдн (2-е ф.) 24 ГМП; 3-й д-н / 5 огмдн 323 ГМП; 10.10.1941 г. полк переформирован в огмдн;                                                                        |
| 1-й гвардейский миномётный полк (2-го формирования)                                                                                                | майор / подполковник Вальченко Петр Иванович (с авг. по дек.1942, затем ком-р 16 ГМБр); военком — бат. комиссар Жалнин (1942); | 511 огмдн; 530 огмдн; 535 огмдн; 18.12.1942 г. полк переформирован в 16 гв. минбр; |
| 1-й гвардейский миномётный Житомирский Краснознамённый полк                                                                                        | подполковник / полковник Середняк Федор Яковлевич (с 6.1943 до 2.1945, затем ком-р 307 ГМП), подполковник Клячкин Лазарь Иосифович (с фев. 1945); | Полк сформирован на базе 309 огмдн в 10.06.1943 г. (сокращ. состав); |
| 2-й гвардейский миномётный Севастопольский Краснознамённый ордена Суворова полк                                                                    | командир майор / подполковник Шенкер Иосиф Соломонович (с 1941, пропал без вести 14.07.1942), Герой Советского Союза (9.02.1944) майор / подполковник Юфа, Иосиф Семёнович. (7.1942 — 12.1942, в 7.1943 — Нач. АОГ ГМЧ ВорФ), майор Самченко Александр Ильич (в 1942, с 5.1943 — ком-р 80 ГМП), майор / подполковник Рышкевич Иван Иванович (с 1. 1943 по 9.1945); | 1-й д-н; 2-й гв. Кминдн; 3-й д-н; |
| 2-й гвардейский тяжёлый миномётный полк Донского фронта                                                                                            | майор / подполковник Жежерук Николай Степанович (с сен. по 16.12.1942, затем ком-р 17 ГМБр); | 515 огмдн; 533 огмдн; 535 огмдн; 16.12.1942 обращён на формир. 17 гв. минбр; |
| 3-й гвардейский миномётный полк реактивной артиллерии (1-го формирования)                                                                          | майор / подполковник Кулешов Павел Николаевич (до 12.09.1941, затем Нач. ОГ ГМЧ СЗФ), майор Гражданкин, Виктор Иванович (с 12.09. 1941 по дек. 1941, затем Нач. АОГ ГМЧ СЗФ); комиссар — старший политрук Есипенко Иван Иванович (затем во 2-й уч. б-де); | 1-й д-н / 23 и 24 огмдн; 2-й д-н / 46 огмдн; 3-й д-н / 47 огмдн; 27.12.1941 г. полк переформирован в огмдн; |
| 3-й гвардейский тяжёлый миномётный полк (2-го формирования)                                                                                        | подполковник Голубев Константин Тимофеевич (с 22.09.1942 по 12.1942, затем ком-р 83 ГМП), подполковник Воробьев Николай Васильевич (с 12.1942, затем ком-р 18 ГМБр); | 66 огмдн; 516 огмдн; 536 огмдн; В 1.1943 г. полк переформирован в 18 гв. минбр; |
| 3-й гвардейский миномётный ордена Кутузова полк (3-го формирования)                                                                                | майор / подполковник Танский Николай Павлович (с 7.1943 до 30.06.1944 — тяжело ранен и с 4.1945); | Полк преобразован 22.05.1943 г. из 308 огмдн; (Сокращённый состав) |
| 4-й гвардейский миномётный Севастопольский ордена Ленина Краснознамённый полк имени Новосибирского комсомола                                       | майор / подполковник / полковник А. И. Нестеренко (с 22.09.1941, с 3.1942 — Нач. инспек. отд. ГМЧ, с 6.1942 — Нач. ОГ ГМЧ ЮжнФ, с 8.1942 — Нач. ОГ ГМЧ ЧГВ ЗакФ, с 7.1943 — Нач. ОГ ГМЧ БрянФ, с 20.10.1943 — Нач. ОГ ГМЧ 2-го ПрибФ), майор / подполковник Воробьев Николай Васильевич (с 3.1942 до 12.1942, затем ком-р 3 ТГМП), ст. бат. ком-р / майор / подполковник Радченко Иван Никифорович (с 10.12.1942, с 6.1944 — Нач. ОГ ГМЧ 3 ПрибФ), майор Шмелев Алексей Дмитриевич (погиб — 19.07.1943), майор Попов Алексей Афанасьевич (с 7.1943, с 4.1944 — ком-р 25 ГМП), подполковник Холошенко Михаил Васильевич (4.1944, затем НШ 19 ГМБр), подполковник Диброва, Иван Филиппович (с 11.1944); | 1-й д-н; 2-й д-н; 3-й д-н; 4-й д-н —убыл в Ленинград — 50-й огв. миндн 318 гмп; |
| 5-й гвардейский миномётный полк (1-го формирования)                                                                                                | Герой Советского Союза майор Воеводин Леонид Михайлович (8 — 10.1941, затем Нач. ОГ ГМЧ ЮжнФ); | 1-й д-н / 44-й огв. миндн; 2-й д-н / 51-й огв. миндн; 3-й д-н / 53 огмдн (1-е ф); Полк расфор. в 10.1941 г. |
| 5-й гвардейский миномётный полк (2-го формирования)                                                                                                | капитан / майор Пешков Алексей Игнатьевич (с 11.1941 — 27.05.1942 (попал в плен), майор / подполковник / полковник Парновский Леонид Захарович (с 21.05.1942 по 5.1945, с 1.04.1942 по 20.05.1942 — НШ полка, с 21.5.1945 — ком-р 34 ГМБр), п/п Силин Николай Дмитриевич (с 6.1945); | 1-й д-н; 2-й д-н / 51 огмдн; 3-й д-н; |
| 6-й гвардейский миномётный Мозырьский Краснознамённый ордена Александра Невского полк                                                              | капитан / майор / подполковник Королев Федор Григорьевич (с 8.1941 до (26.11) 12.12.1942, затем к-р 4-й ГМБр), майор / подполковник Мурзаев Николай Иванович (с 1.1943 до 6.1944, затем НШ 62 ГМП), подполковник Климов Сергей Александрович (с 6.1944 — 14.03.1945), майор Кац Рувим Исаакович (с 3.1945); | 60 огмдн / 1; 61 огмдн / 2; 62 огмдн / 3; |
| 7-й гвардейский миномётный полк (1-го формирования)                                                                                                | капитан Пешков Алексей Игнатьевич (до 17.11.1941, затем ком-р 5 ГМП (2-е фор.)), майор Московцев Александр Алексеевич (до 11.1942, затем НШ ОГ ГМЧ ЮЗФ); | 1 д-н / 52 огмдн (1-е ф.); 2 д-н; 3 д-н; 4 д-н / 45-й огв. миндн 64 гмп; 5 д-н / 25 огмдн 54 гмп; 17.11.1941 г. полк расформирован;                                                                                                 |
| 7-й гвардейский миномётный Мозырьский Краснознамённый ордена Богдана Хмельницкого полк (2-го формирования)                                         | майор / подполковник Перфильев Николай Васильевич (с 1943 — умер от ран — 7.05.1944), подполковник / полковник Бесхатнев Павел Осипович (с 5.1944 — 7.1945); | Полк сформирован 26.05.1943 г. на базе 353 огмдн (сокращённый состав); |
| 8-й гвардейский миномётный Новороссийский Краснознамённый орденов Суворова, Кутузова и Александра Невского полк                                    | командир полковник Зубанов, Александр Дмитриевич (до 14.09.1941, затем Нач. ОГ ГМЧ ЮЗФ), майор / подполковник Лобанов Андрей Михайлович (с 9.1941 по 1.1943, потом к-р 5 ГМД), майор / подполковник Макарян Хорен Абрамович (с 12.1942 по 1944, затем замком 72 ГМП), майор / подполковник Прокопенко Григорий Григорьевич (с 1944 — 9.1945); | 57 огмдн (1 ф) / 1; 58 огмдн / 2; 59 огмдн / 3; |
| 9-й гвардейский миномётный полк (1-го формирования)                                                                                                | майор / подполковник Шамшин, Иван Андреевич (до 12.1941, затем Нач. 2-й АОГ ГМЧ ЗапФ, (майор Апрелкин, Иван Александрович (с 10.1941, в 12.1941 — врид НШ ОГ ГМЧ ЗапФ)); | Четыре д-на; 4-й д-н направлен на формирование 10 гмп; 12.12.1941 г. переформирован в огмдн; |
| 9-й гвардейский миномётный Дебреценский ордена Александра Невского полк                                                                            | подполковник Чумаков Иван Васильевич (с 1943 по 12.1944, в 11.1943 — тяжело ранен — инв. 1 ст., с 1.1945 — воен.комендант г. Шталлупенен, затем г. Гумбиннен, в 6.1945 — замком арт. по ГМЧ 19 А), подполковник Самокиш Василий Моисеевич (с 1.1945, с 4.1945 — ком-р 25 ГМП), майор Егоров Александр Васильевич (7.1945), майор Ревва Михаил Владимирович (9.1945, до этого замком по с/ч); | Полк сформирован 27.05.1943 г. из 348 огмдн (сокращённый состав); |
| 10-й гвардейский миномётный полк (1-го формирования)                                                                                               | командир — ?; | Двух-дивизионный; Полк погиб в боях 5.11.1941 г. |
| 10-й гвардейский миномётный Седлецкий Краснознамённый полк                                                                                         | командир майор / подполковник Сторожко Петр Куприянович (с 3.1943), майор / подполковник Желтобрюхов Иван Ефимович (с 10.1944); | Полк сформирован 29.05.1943 г. из 3 огмдн; (Сокращённый состав); |
| 11-й гвардейский миномётный полк (1-го формирования)                                                                                               | майор Апрелкин, Иван Александрович (с 20.09.1941 по 15.11.1941, одновременно — Нач. опер. отд. штаба ГМЧ ЗапФ, затем — ком-р 9 ГМП, врид НШ ОГ ГМЧ ЗапФ (в 12.1941), затем ком-р 24 ГМП); | Полк сформирован 20.09.1941 г. из батарей четвёртых дивизионов 3-го и 4-го ГМП; 1-й д-н / 16 огмдн 100 гмп; 2-й д-н / 17 огмдн; 3-й д-н / 18 огмдн 23 гмп; 15.11.1941 г. полк переформирован в огмдн;                               |
| 11-й гвардейский миномётный Львовский Краснознамённый ордена Кутузова полк (2-го формирования)                                                     | командир майор / подполковник Бархатов Павел Данилович (с 7.1943); | Полк сформирован 29.05.1943 г. из 107 огмдн (сокращённый состав); |
| 12-й гвардейский миномётный полк (1-го формирования)                                                                                               | Командир майор Московцев Александр Алексеевич (на 03.11.1941, на 03.1942 зам. нач. инспек. отд. ГМЧ, с 10.1942 — нач.штаба ОГ ГМЧ ЮЗФ); | 1-й д-н / 19 огмдн 93 гмп; 2-й д-н / 20 огмдн 93 гмп; 3-й д-н / 21 огмдн 77 гмп; Расфор. / переформирован в огмдн; |
| 12-й гвардейский миномётный Раздельненский Краснознамённый орденов Кутузова и Александра Невского полк                                             | майор Егоров Александр Васильевич (8.1943, в 1945 — замком 51 ГМП), майор Подопригора Яков Федорович (с мая 1944); | Полк сформирован из 109 огмдн 29.05.1943 г. (сокращённый состав); |
| 13-й гвардейский миномётный полк | майор Васильев Степан Васильевич (с окт. 1941 до 1.1942, затем Нач. АОГ ГМЧ КалФ); | 1-й д-н / 26 огмдн 20 гмп; 2-й д-н / 27 огмдн 46 гмп; 3-й д-н / 28 огмдн; 15.12.1941 г. полк переформирован в огмдн; |
| 14-й гвардейский миномётный полк | майор Горохов Михаил Петрович (с 9.1941, 30.10.1941- ранен, с 5.1942 — ком-р 43 ГМП), Герой Советского Союза (21.03.1940) майор Ниловский Сергей Фёдорович (ранен 16.08.1941, с 1.11 до (18) 25.11.1941, затем зам. Нач. ОГ ГМЧ ЗапФ); | 1-й д-н / 29 огмдн 40 гмп; 2-й д-н / 30 огмдн 23 гмп; 3-й д-н / 33 огмдн 301 гмп; 21.12.1941 г. полк переформирован в огмдн; |
| 15-й гвардейский миномётный полк | ком-р подполковник Дегтярёв, Михаил Иванович (с 9.1941, с 10.1941 — Нач-к ОГ ГОМД ЗапФ. с 11.1941 — Нач-к 1-й АОГ ГМЧ ЗапФ); | 8 огмдн; 11 огмдн; 12 огмдн; 15 огмдн; 6.11.1941 г. переформирован в огмдн; |
| 16-й гвардейский миномётный Киевский дважды Краснознамённый, орденов Богдана Хмельницкого и Александра Невского полк                               | подполковник Крюков Дмитрий Алексеевич (с мая 1942 по апр. 1943, затем НШ арт. 5 ТК), майор / подполковник Петраковский Яков Тимофеевич (с апр. 1943 по 10.1944), врид майор Селиванов Николай Борисович (10.1944), подполковник Раев Евгений Ефимович (с 12.1944); | 216 огмдн / 1; 217 огмдн / 2; 218 огмдн / 3; |
| 17-й гвардейский миномётный Черкасский Краснознамённый, орденов Суворова, Кутузова и Богдана Хмельницкого полк                                     | подполковник Макаров Александр Леонтьевич (с 1 по 11.1942, с 1944 — ком-р 6 ГМД), майор / подполковник Беличенко Иван Наумович (с 1.1943, умер от ран — 3.09.1944), подполковник Кислый Игорь Антонович (с сен. 1944); помощник начальника штаба по разведке, капитан Арбатов, Георгий Аркадьевич (2.1942 — 4.1944); | 219 огмдн / 1; 220 огмдн / 2; 221 огмдн / 3; |
| 18-й гвардейский миномётный Мгинско-Померанский Краснознамённый орденов Кутузова и Александра Невского полк                                        | п/п Михайловский (3.1942)- ?, подполковник Черняк Тимофей Федорович (с июня 1942 до 1943, затем НШ 5 ГМД), майор / подполковник Желновач Александр Лаврентьевич (с 1.1943); | 207 огмдн / 1; 208 огмдн / 2; 209 огмдн / 3; |
| 19-й гвардейский миномётный Севастопольский Краснознамённый орденов Суворова и Кутузова полк                                                       | Командир — майор Зайцев Герасим Кузьмич (погиб 16.05.1942), майор / подполковник / полковник Ерохин Анатолий Иванович (с 5.1942, с 10.3.1945 — ком-р 34 ГМБр, погиб 8.05.1945), майор Томачинский С. С. (1.1945), п/п Вдовухин Владимир Степанович (с 4.1945 — 6.1946); | 110 огмКдн / 1; 111 огмдн / 2; 112 огмдн / 3; |
| 20-й гвардейский миномётный Свирский Краснознамённый и ордена Красной Звезды полк                                                                  | майор Лисовский Иван Леонтьевич (5.1942, пропал без вести — в 12.1942), подполковник / полковник Романов Алексей Иосифович (11.1942, затем Нач. ОГ ГМЧ 2 Уд. А Вол / ЛенФ), майор / подполковник Овчинников Федор Васильевич (с 2.1943, погиб — 31.12.1943), майор Шапорев Василий Иванович (с 1.1944, погиб — 19.08.1944), полковник Лихута Михаил Иванович (с 9.1944 по 1946), майор Малашенко Иван Парфенович (в 5.1945, в 3.1945 — ком-р 203 ГМП); | 26 огмКдн / 1; 210 огмдн / 2; 211 огмдн / 3; |
| 21-й гвардейский миномётный Симферопольский Краснознамённый, орденов Суворова, Кутузова и Александра Невского полк                                 | майор / подполковник Кондратенко, Семён Тимофеевич (с 11.1941, с 1943 — нач. АОГ ГМЧ ЮЗФ), майор / подполковник Диброва, Иван Филиппович (с 11.1942, с 11.1944 — ком-р 4 ГМП), майор / подполковник Мациевский Иван Иосифович (с 4.1944 — 1945), и. о. майор Шаталенко Афанасий Иванович (с 10.1945); | 6-й огв. миндн / 1; 9-й огв. миндн / 2; 44-й огв. минКдн / 3; |
| 22-й отдельный гвардейский миномётный Полоцкий Краснознамённый полк                                                                                | подполковник / полковник Кочетков Яков Артемьевич (4.1942, с 5.1943 — замнач ОГ ГМЧ БрянФ), врио капитан / майор Часовников Сергей Гаврилович (Павлович) (6 — 8.1942, затем — НШ 39 ГМП), Герой Советского Союза (24.03.1945) майор / подполковник Супрун Василий Яковлевич (8.12.1942 — 26.06.1944 — тяжело ранен, и с 22.06.1945), майор Шеметьев Александр Иванович (с 26.06.1944 до 6.1945); | 4 огмдн(м) / 1; 212 огмдн / 2; 213 огмдн / 3; В 1945 г. вошёл Д-н М-13СН; |
| 23-й гвардейский миномётный Севастопольский Краснознамённый орденов Суворова, Кутузова, Богдана Хмельницкого и Александра Невского полк            | Герой Советского Союза(7.04.1940) майор / подполковник Карсанов Казбек Дрисович (с янв.- сен. 1942, с 3.02.1943 — ком-р 7 ГМД), капитан Крепак Леонид Александрович (погиб 19.09.1942), майор / подполковник Плешаков Павел Тимофеевич (быв. ком-р 206 огмд, с сен. 1942 по фев. 1943, затем НШ ОГ ГМЧ ЮжнФ), майор / подполковник Шанкин Тимофей Иванович (с 3.1943), майор Павлиенко Андрей Кондратьевич (с 9.1945); | 1 огмКдн / 1; 18 огмКдн / 2; 30 огмКдн / 3; |
| 24-й гвардейский миномётный Краснознамённый ордена Кутузова полк                                                                                   | подполковник / полковник Апрелкин, Иван Александрович (с 12 апреля (25.11.) 1942 до 1.1943, затем ком-р 2-го ГМД), майор / подполковник Дорохов, Степан Дмитриевич (с 1.1943, затем — зам.нач ОГ ГМЧ 1 ПрибФ), врид майор Лебедев Василий Николаевич (с 11.12.1943 — 2.1944, в 1945 — замком 47 ГМП), врид майор Осипов Георгий Николаевич (22.06.1944), майор / подполковник Андреев Владимир Степанович (с 6.1944 — 1945), майор Паливода Павел Иванович (в 8.1944, в 1945 — НШ 5 ГМБр); | 42 огмдн / 1; 214 огмдн / 2; 215 огмдн / 3; |
| 25-й гвардейский миномётный Никопольский Краснознамённый, ордена Александра Невского полк                                                          | Герой Советского Союза майор / подполковник Родичев Михаил Матвеевич (до 2.1943, затем ком-р 1-го ГМБр), майор Хитин Александр Васильевич (2.1943), подполковник Холошенко Михаил Васильевич (с 30.04.1943, до этого — ком-р 98 гв. АП 11 гв. СК, в 4.1944 — ком-р 4 ГМП), майор Лобанов Сергей Владимирович (в 2.1944), п/п Попов Алексей Афанасьевич (с 3 — 10.1944), п/п Колмогоров Илья Николаевич (с 10.1944 до 10.04.1945), майор Вахний Павел Игнатьевич (с 13.04.1945), п/п Самокиш Василий Михайлович (с 25.04.1945); | 222 огмдн / 1; 223 огмдн / 2; 224 огмдн / 3; |
| 26-й гвардейский минометный Полоцкий Краснознаменный ордена Красной Звезды полк                                                                    | майор Мишин Василий Васильевич (погиб 20.03.42), майор / подполковник Фомин Николай Алексеевич (с 4 до 10.1942, с 11.1942 НШ ОГ ГМЧ СЗФ), майор / подполковник Шабалин Вениамин Иванович (с 10.1942, убит — 20.01.1944), подполковник Смирнов Николай Александрович (с 1.1944, убит — 15.09.1944), врид майор Ефимов Геннадий Сергеевич (с 8.1944, в июне 1944 — зам.ком.), подполковник Налбандов Артем Акопович (с 12.1944 — 9.1945); | 225 огмдн / 1; 226 огмдн / 2; 227 огмдн / 3; |
| 27-й гвардейский миномётный Двинский ордена Александра Невского полк                                                                               | майор / подполковник Мартынов Григорий Иванович (с марта 1942 по янв. 1943, затем ком- 9 ГМБр), майор / подполковник / полковник Малык Иван Федорович (с 1.1943 — 12.1945), п/п Самосадный Трофим Григорьевич (в 8.1945); | 228 огмдн / 1; 229 огмдн / 2; 230 огмдн / 3; |
| 28-й гвардейский миномётный Новгородский Краснознамённый полк                                                                                      | подполковник / полковник Еремеев Степан Николаевич (пропал без вести в 12.1942), подполковник Егоров Александр Алексеевич (с 12.1942 — 9.1944, затем к-р 12 ГМБр), майор / подполковник Ясюнас Михаил Николаевич (с 9.1944, с 1.06. по 6.09.1944 — врио ком-р 12 ГМБр); | 231 огмдн / 1; 232 огмдн / 2; 233 огмдн / 3; |
| 29-й гвардейский миномётный Любаньский ордена Богдана Хмельницкого полк                                                                            | подполковник Соловьёв, Виктор Григорьевич (с 1.1942 по 26.11.1942, с 27.11.1942 — ком-р 3 ГМД), майор Закутайло Семен Николаевич (с 12.1942, погиб 25.01.1943), майор / подполковник Мисник Григорий Антонович (с 1.1943 по май 1946, в 7.1943 временно ком-р 99 ГМП); | 234 огмдн / 1; 235 огмдн / 2; 236 огмдн / 3; |
| 30-й гвардейский миномётный Ропшинский Краснознамённый и ордена Суворова полк                                                                      | подполковник / полковник Корытько Николай Николаевич (до 1.1943, затем ком-р 23 ГМБР), майор / подполковник Хрущ Дмитрий Сергеевич (с 1.1943 — 1946), п/п Габрук А. Е. (в 4 — 5.1945); | 237 огмдн / 1; 238 огмдн / 2; 239 огмдн / 3; |
| 31-й гвардейский миномётный полк | майор Прудников Павел Афанасьевич (1942, с 6.1942 — ком-р 81 ГМП), (майор Загоруйченко Николай Тимофеевич, ком-р 36 ГМП); | 203-й огв. миндн; 242 огмдн; 24.06.1942 г. полк расформирован; |
| 32-й гвардейский миномётный полк | полковник Максименко Федор Степанович (в 1945); | Двухдивизионный; |
| 33-й гвардейский миномётный ордена Александра Невского полк                                                                                        | командир гвардии майор / подполковник Панков Сергей Васильевич (с 1943); | Двухдивизионный; |
| 34-й гвардейский миномётный Хинганский полк | командир п/п Бегосинский Михаил Михайлович (8.1942 — 7.1943, затем Нач. АОГ ГМЧ 1 ПрибФ), майор Лебедев Василий Николаевич (с 8.1943, с 12.1943 — врид и замком 24 ГМП), майор / подполковник Толстой Яков Ефимович (с 11.1943 — 1946); | 116 огмдн / 1; 123 огмдн / 2; 124 огмдн / 3; |
| 35-й гвардейский миномётный Запорожский орденов Богдана Хмельницкого и Кутузова полк                                                               | подполковник Панов Максим Петрович (до 1.1943, с 2.1943 — Нач. АОГ ЮЗФ), майор / подполковник Олейник Иван Григорьевич (с 1.1943 — 12.1943 и с 1 — 4.1944, в 1945 — ком-р 51 ГМП), подполковник Зимин (в 12.1943), майор / подполковник Леонов Василий Михайлович (с 5.1944 — 1946); | 244 огмдн / 1; 245 огмдн / 2; 246 огмдн / 3; |
| 36-й гвардейский миномётный Проскуровский Краснознамённый орденов Богдана Хмельницкого и Александра Невского полк                                  | подполковник Колесников Петр Васильевич (с июля по дек. 1942, затем ком-р 1 ГМБр), майор / подполковник / полковник Загоруйченко Николай Тимофеевич (с 26.12.1942 по 2.1945 — ранен и с 4.1945), врид инженер-подполковник Кучменко Петр Александрович (в 2.1945 и одновременно зам.ком. 3 ГМД)); | 104 огв. мдн / 1; 105 огв. мдн / 2; 108 огв. мдн / 3; |
| 37-й гвардейский миномётный Гомельский Краснознамённый ордена Кутузова и Александра Невского полк                                                  | подполковник / полковник Острейко, Константин Николаевич (с 1943 по 12.1945); | 17 огмдн / 1; 449 огмдн / 2; 450 огмдн / 3; |
| 38-й гвардейский миномётный Красносельский дважды Краснознамённый ордена Александра Невского полк                                                  | майор Потифоров Иван Алексеевич (с 28.02.42, с 9.1942 — ком-р 12 гв. АП), подполковник Лобанов Николай Михайлович (до 12.1942, затем ком-р 28 АП 67 А), подполковник Шалев Александр Васильевич (в 1.1943, с 9.1943 — комендант 79 УР 8 А), майор / подполковник Алымов Георгий Иванович (с 2.1943 — 7.1945 и с 1.1946, до 9.1943 — НШ), полковник Толмачев Матвей Евгеньевич (с 8.1945), п/п Пузик (8.1946); | 54 огмдн / 1; 55 огмдн / 2; 56 огмдн / 3; |
| 39-й гвардейский миномётный ордена Красной Звезды полк                                                                                             | командир Герой Советского Союза (21.03.1940) подполковник / полковник Шутов Пётр Васильевич (с 1942 по апр. 1945, с 9-10.1942 — нач-к гр. ГМЧ 34 А, затем ком-р 17 ТГМБр), врио комполка майор Исаев (Иван Акимович) (1.1944), подполковник Николаенко Петр Прохорович (с 4.1945); | 250 огмдн / 1; 251 огмдн / 2; 252 огмдн / 3; |
| 40-й гвардейский миномётный Таллинский ордена Богдана Хмельницкого полк                                                                            | майор Коротун Михаил Назарович (с 3.1942 по 1943, затем ком-р 60 ГМП), майор / подполковник Карась Андрей Григорьевич (с 1.1943 — 1945); фельдшер Варшавская Ленина Моисеевна; начальник разведки 40-го гвардейского минометного полка гвардии старший лейтенант Винников Николай Иванович; | 24 огмКдн / 1; 29 огмКдн / 2; 39 огмдн / 3; |
| 41-й гвардейский миномётный Печенгский Краснознамённый ордена Александра Невского полк                                                             | майор / подполковник Гринкруг, Григорий Наумович (с 7 — 12.1942, с 11.1943 — ком-р 29 ГМБр), майор / подполковник Ересько Петр Семенович (с 31.12.1942 по 12.1944, и с 1 — 4.1945), полковник Пуховкин, Виктор Александрович (в 12.1944 и с 4.1945, быв. ком-р 14 ГМБр (1943—1944)); | 253 огмдн / 1; 254 огмдн / 2; 255 огмдн / 3; |
| 42-й гвардейский минометный Холмский орденов Кутузова и Александра Невского полк                                                                   | подполковник Запорожчук Степан Иосифович (с 4.1942, с 2.1943 — ком-р 6 ГМД), майор Борисовский Григорий Павлович (с 2.1943, затем ком-р 318 ГМП), майор / подполковник Майоров Михаил Александрович (с 8.1943, убит 20.03.1945), майор Бондаренко Александр Григорьевич (погиб — 23.04.1945), майор Шарков Владимир Семенович (с 24.04.1945), подполковник Смирнов Виктор Дмитриевич (8.1945); | 256 огмдн / 1; 257 огмдн / 2; 258 огмдн / 3; |
| 43-й гвардейский миномётный полк (1-го формирования)                                                                                               | подполковник Горохов Михаил Петрович (с 5.1942, с 27.09.1942 — нач-к фор-я горных батарей, в 1943 — ком-р 95 ГМП); нач. штаба майор Смирнов Николай Александрович (с 5.1942, с 8.1942 — пнш ОГ ГМЧ ЧГВ ЗФ, БрянФ); | 259 огмдн / 1; 260 огмдн / 2; 261 огмдн / 3; 1.09.1942 г. полк расформирован; |
| 43-й гвардейский миномётный Барановичский Краснознамённый орденов Кутузова и Александра Невского полк                                              | майор Андреев Владимир Степанович (с 6.1943 до 6.1944, затем ком-р 24 ГМП), и. о. майор Прокопенко Григорий Григорьевич (с 8 — 10.1943), майор Китовчев Алексей Михайлович (с 20.10.1943 по 1.1944, затем ком-р 44 ГМП), майор Проскурин (Н. И.) (с 1.1944), подполковник Кудымов Иван Абрамович (с 7.1944 по 11.1945); | 48 огмдн / 1; 259 огмдн / 2; 260 огмдн / 3; |
| 44-й гвардейский миномётный Таманский Краснознамённый и ордена Красной Звезды полк                                                                 | майор Сторожко Петр Куприянович (с 3.1942 до 3.1943, быв. к-р огмд ЮЗФ, затем командир 10 ГМП), майор / подполковник Захаров Дмитрий Прокофьевич (с 23.04.1943, затем Нач.штаба ОГ ГМЧ 2-го БелФ), майор / подполковник Китовчев Алексей Михайлович (в 12.1943 и с 2.1944 по 11.1945), майор Ермольчик Дмитрий Иванович (с 10.1944 по 2.1945 и в 6.1945); | 262 огмдн / 1; 263 огмдн / 2; 264 огмдн / 3; |
| 45-й гвардейский миномётный Нижнеднепровский Краснознамённый ордена Богдана Хмельницкого и Кутузова полк                                           | майор / подполковник Франченко Петр Иванович (до 14.12.1942, затем ком-р 15 ГМБр), майор / подполковник / полковник Лупанов Михаил Антонович (с 15.12.1942 до 20.12.1944, затем ком-р 28 ГМБр), подполковник Снытин Тимофей Иванович (с 12.1944 — 12.1945); | 265 огмдн / 1; 266 огмдн / 2; 267 огмдн / 3; |
| 46-й гвардейский миномётный Свирский полк | майор Белов Ефим Матвеевич (с 3.1942, с 1.1943 — НШ 3 ГМД), майор / подполковник Мерзлый Григорий Васильевич (с 1.1943), подполковник Власов Александр Львович (в 4.1945, с 1944 — замком по с/ч полка), подполковник Егоров Иван Федорович (с 1.05.1945); | 27 огмдн / 1; 113 огмдн / 2; 125 огмдн / 3; |
| 47-й гвардейский миномётный Ясский Краснознамённый орденов Кутузова и Александра Невского полк                                                     | майор / подполковник Вожжов Евгений Никитович (1942 — 1.1943, затем НШ ОГ ГМЧ 1 ПрибФ), майор / подполковник Максименко Федор Степанович (с 1.1943 — 8.1944, в 1945 — ком-р 32 ГМП), Герой Советского Союза (7.04.1940) майор / подполковник Коломейцев, Анатолий Филиппович (с авг. 1944); | 38 огмдн / 1; 477 огмдн / 2; 478 огмдн / 3; |
| 48-й гвардейский миномётный Ясский Краснознамённый ордена Богдана Хмельницкого полк                                                                | майор / подполковник Кулыгин Павел Иванович (убит 4.10.1942), врид майор Пирогов Василий Иванович (с 10.1942, с 1.1943 — НШ 23 ГМБр), майор / подполковник / полковник Бреев, Виктор Яковлевич (с 1.1943 до 1946); | 241 огмдн / 1; 243 огмдн / 2; 268 огмдн / 3; |
| 49-й гвардейский миномётный Феодосийский Краснознамённый ордена Кутузова полк                                                                      | подполковник / полковник Сухушин Иван Александрович (до 8.1943, затем замком по с/ч 37 ГМП), майор / подполковник Панкратов Виктор Андрианович (с авг. 1943 по 21.11.1945, с 22.11.1945 — командир 316 ГМП); | 269 огмдн / 1; 270 огмдн / 2; 271 огмдн / 3; |
| 50-й гвардейский миномётный Темрюкский Краснознамённый ордена Кутузова полк                                                                        | подполковник Зайцев Иван Дмитриевич (до 11.1942, затем ком-р 1702 зенп 25 ТК), подполковник Карелин Евгений Иванович (до 12.01.1943, в 1.1943 командовал двумя полками, затем Нач. ОГ ГМЧ СКФ), майор / подполковник Жариков Андрей Егорович (с 12.01.1943 — 8.1945); зам.ком. майор Паньков Степан Романович (1944, в 1945 — НШ 29 ГМБр); | 272 огмдн / 1; 273 огмдн / 2; 274 огмдн / 3; |
| 51-й гвардейский миномётный Нижеднестровский Краснознамённый полк                                                                                  | майор / подполковник / полковник Никонов-Шаванов, Алексей Дмитриевич (с 1942 по 12.1943, затем ком-р 88 ГМП), майор / подполковник Грибовский Николай Иванович (врид с 1 — 3.1943, и в 8.1943, а с 1.1944 по 4.09.1944 и в 1945 — ком-р полка, с 1945 — нач. отд. опер исп. ГМЧ 4 гв. А), подполковник Олейник Иван Григорьевич (с 1.1945); | 275 огмдн / 1; 276 огмдн / 2; 277 огмдн / 3; |
| 52-й гвардейский минометный полк | майор / подполковник Воронов Иван Павлович (с 2.1942 до 2.1945), подполковник Пушкарев Алексей Михайлович (с 2.1945); | 301 огмдн / 1; 302 огмдн / 2; 303 огмдн / 3; |
| 53-й гвардейский миномётный полк | майор Михайлов Александр Васильевич (с марта 1942 по 1943, затем ком-р 3 ГМБр), майор / подполковник Авдюхов Фома Николаевич (с 1943 до 9.1945), врио майор Мандриченко Петр Яковлевич (с 9.1945 и в июне); | 304 огмдн / 1; 305 огмдн / 2; 306 огмдн / 3; |
| 54-й гвардейский миномётный Рославльско-Харбинский Краснознамённый ордена Александра Невского полк                                                 | майор / подполковник Небоженко, Тихон Никитович (6.1942 — 1943, в 4.1943 — ком-р группы ГМЧ 16 А, с 7.1943 — ком-р 25 ГМБр), майор Снытин Тимофей Иванович (в 7.1942 — врид ком-ра полка и нач.штаба до 3.1943, затем НШ 301 ГМП), майор / подполковник Лавринович Иван Ефремович (с июля 1943 по 9.1945); | 13 огмдн / 1; 22 огмдн / 2; 25 огмдн / 3; |
| 55-й гвардейский миномётный полк (1-го формирования)                                                                                               | майор Чупурнов Иван Григорьевич (пропал без вести в 8.1942); | 278 огмдн; 279 огмдн; 280 огмдн; Полк погиб в Харьковской операции 25.02.1942 г. |
| 55-й гвардейский Эстонский миномётный полк (2-го формирования)                                                                                     | майор / подполковник Ханнула Валдур Янович (с 8.1945); | Полк сформирован в 8.1945 г. из в/с эстонской нац-ти, как 55-й гв. Эстонский минп; Двухдивизионный; |
| 56-й гвардейский миномётный Бахмачско-Бранденбургский Краснознамённый орденов Суворова, Кутузова и Александра Невского полк                        | командир майор Ерёменко, Владимир Фёдорович (с мая по сен. 1942, затем Нач. АОГ ГМЧ ЮЗФ (11.1942), капитан Семендчев З. А. (8 — 11.1942), майор / подполковник Шаповалов Александр Трофимович (с 10.1942 — 9.1945), майор Журавлев Леонид Анатольевич (10.1945); | 281 огмдн / 1; 282 огмдн / 2; 283 огмдн / 3; |
| 57-й гвардейский миномётный Рымникско-Хинганский орденов Кутузова и Александра Невского полк                                                       | подполковник Корецкий Иван Григорьевич (с 1942, с 6.1943 — ком-р 4 ГМБр), подполковник / полковник Шалима Николай Алексеевич (с 1944); | 284 огмдн / 1; 285 огмдн / 2; 311 огмдн / 3; |
| 58-й гвардейский миномётный Днепропетровский дважды Краснознамённый ордена Богдана Хмельницкого полк                                               | подполковник Бардин Сергей Александрович (с 7.1942, затем НШ ОГ ГМЧ ЛенФ), ? , майор / подполковник Линенко Василий Захарович (с 1.1943 до 8.1944, затем Нач. АОГ ГМЧ 3 УкрФ), майор / подполковник Низков Алексей Михайлович (с 8.1944 — 12.1945); | 287 огмдн / 1; 288 огмдн / 2; 289 огмдн / 3; |
| 59-й гвардейский миномётный Гнезненский Краснознамённый орденов Суворова и Кутузова полк                                                           | полковник Куликов (1942), майор Мишекурин Михаил Иванович (до 7.1942, затем НШ 20 ГМБр), майор / подполковник Пуховкин, Виктор Александрович (с 7. 1942 по 12.1942, затем ком-р 14 ГМБр), майор / подполковник Фрич, Григорий Трофимович (с 12.1942 до 11.1945); | 23 огмдн / 1; 12-й огмдн / 2; 15 огмдн / 3; |
| 60-й гвардейский миномётный Режицко-Хинганский ордена Александра Невского полк                                                                     | подполковник Богдан, Михаил Никитович (до 20.08.1942, затем ком-р 20 ГМБр), майор Козин Александр Иванович (с 9.1942, с 3.1943 — ком-р 28 огмд, с 9.1943 — замком 54 ГМП), подполковник Коротун Михаил Назарович (в 3.1943, с 5.1943 — ком-р 24 ГМБр), подполковник Куриенко Петр Петрович (с 4.1943, затем — ком-р 72 ГМП), майор / подполковник Черномаз Николай Васильевич (с 8.01.1944), врио майор Савинкин И. А. (в 5.1945); | 326 огмдн / 1; 484 огмдн / 2; 485 огмдн / 3; |
| 61-й гвардейский миномётный Запорожский орденов Кутузова, Богдана Хмельницкого и Александра Невского полк                                          | подполковник Калистратов Дмитрий Алексеевич (7.1942), Герой Советского Союза (21.03.1940) майор / подполковник Кириллов В. И. (с 25.11.1942, убит — 5.11.1943), майор / подполковник Чепурин Ростислав Николаевич (с 11.1943 — 18.05.1946); | 290 огмдн / 1; 291 огмдн / 2; 292 огмдн / 3; |
| 62-й гвардейский миномётный Запорожский Краснознамённый орденов Кутузова и Александра Невского полк                                                | майор / подполковник / полковник Кислицкий Борис Елисеевич (с 4.1942, с 1.1945 — замком по ГМЧ 5 Уд. А), майор Прокопенко Николай Васильевич (с 19.04. до 1.07.1944), майор / подполковник Васендин Николай Степанович (с янв. 1945); | 294 огмдн / 1; 293 огмдн / 2; 318 огмдн / 3; |
| 63-й гвардейский минометный полк | майор / подполковник / полковник Манушин Григорий Иванович (с апр. 1942, быв. ком-р 40 огмд, с 10.1944 — зам. коман. по ГМЧ 14 А), и. о. майор Карнаухов Николай Васильевич (с 10.1944, затем замком 75 ГМП), майор Дегтярев Петр Никитович (4.1945); | 296 огмдн / 1; 297 огмдн / 2; 298 огмдн / 3; |
| 64-й гвардейский миномётный Свирско-Хинганский Краснознамённый полк                                                                                | подполковник Козлов Иван Алексеевич (с 1942, с 10.1941 по 1.1942 — ком-р 2-го огмд 43 А, убит 22.10.1944 при авианалете), майор Батагов Султанбек Казбекович (с 10.1944); | 323 огмдн / 1; 310 огмдн / 2; 45-й огмдн / 3; |
| 65-й гвардейский миномётный Конотопско-Киевский Краснознамённый орденов Кутузова, Богдана Хмельницкого и Александра Невского полк                  | майор / подполковник Петров Василий Дмитриевич (с 4.1942, с 1.1943 — НШ 1-й ГМБр), майор Соколов Иван Васильевич (с 1.1943, с 6.1943 — ком-р 86 ГМП, с 5.07.1943 ком-р 324 ГМП — убит 26.07.1943), майор Кочуланов Александр Петрович (с 6.1943, быв. нш 15 огмд, убит 26.07.1943), майор / подполковник Павлов Николай Александрович (с 27.07.1943, затем НШ 3 ГМД), подполковник Соклаков Николай Васильевич (с мая 1944); | 49 огмдн / 1; 313 огмдн / 2; 315 огмдн / 3; |
| 66-й гвардейский миномётный Киевский Краснознамённый орденов Суворова, Богдана Хмельницкого и Александра Невского полк                             | майор Шапиро Шалема Михелевич (1941 — 7.1942, затем ком-р 90 ГМП), майор / подполковник / полковник Гаврилов Алексей Александрович (с 7.1942, с 1944 — ком-р 1-й УМБр), подполковник Тронев Иван Петрович (с 1944); | 8 огмдн / 1; 312 огмдн / 2; 314 огмдн / 3; |
| 67-й гвардейский минометный Мелитопольский орденов Александра Невского и Красной Звезды полк                                                       | майор / подполковник Носырев Алексей Андреевич (с 7.1942, затем ком-р 31 ГМБр), майор / подполковник Власенко Иван Иванович (с 5.1943); | 320 огмдн / 1; 321 огмдн / 2; 322 огмдн / 3; |
| 68-й гвардейский миномётный полк | майор Куличук Родион Данилович (с 6. до 12.1942, затем ком-р 13 ГМБр); | 65 огмдн; 66 огмдн; 67 огмдн; 68 огмдн; 88 огмдн; 89 огмдн; 91 огмдн; 92 огмдн; 93 огмдн; 94 огмдн; 97 огмдн; Полк сформирован для опробования новых снарядов М-30, затем д-ны были распределены для форм. бр-д.                    |
| 69-й гвардейский миномётный полк | майор / подполковник Каморный Юрий Александрович (с 6.1942, быв. ком-р 103 огмд, затем ком-р 10 ГМБр); | 69 огмдн; 70 огмдн; 71 огмдн; 72 огмдн; 83 огмдн; 84 огмдн; 85 огмдн; 86 огмдн; 90 огмдн; 93 огмдн; 95 огмдн; 96 огмдн; 98 огмдн; Полк был сформ. для опробования новых снарядов М-30, затем д-ны были распределены для форм. бр-д. |
| 70-й гвардейский миномётный Выборгский Краснознаменный ордена Богдана Хмельницкого полк                                                            | майор / подполковник Виниченко Степан Иванович (с 23.06.1942, с 1.1943 — ком-р 24 ГМБр), майор / подполковник Кузьменко Иван Захарович (с 1.1943); замком по с/ч майор Лавренюк Иван Андреевич (1945); | 7 огмдн / 1; 330 огмдн / 2; 339 огмдн / 3; |
| 71-й гвардейский миномётный полк | командир — капитан / майор Дорохов Степан Дмитриевич (с 6.1942 по 9.1942); | 333 огмдн; 334 огмдн; 335 огмдн; 4.08.1942 г. полк расформирован; |
| 72-й гвардейский миномётный Двинский ордена Александра Невского полк                                                                               | майор Толмачев Матвей Евгеньевич (8.1942, в 1945 — ком-р 38 ГМБр), майор Ланцман Исаак Ильич (1942—1943), подполковник Куриенко Петр Петрович (1943 — 9.1944, затем замком по ГМЧ 22 А), майор / подполковник Кобелев Алексей Иванович (9.1944 — 9.1945); | 336 огмдн / 1; 337 огмдн / 2; 338 огмдн / 3; |
| 73-й гвардейский миномётный полк (1-го формирования)                                                                                               | подполковник Хабиров Сайфула Халилович (с 4.1942 по 8.1942, с 9.1943 — ком-р 148 ГАМП); | 340 огмдн; 341 огмдн; 344 огмдн; 29.07.1942 г. полк расформирован; |
| 73-й гвардейский миномётный полк (2-го формирования)                                                                                               | подполковник Хабиров Сайфула Халилович (с 12.1945); | в 12.1945 вновь сформирован на базе 148 ГАМП дислоцировался в г Нахичевань (СССР) в составе 16 ГКД, 7 ГКК; |
| 74-й гвардейский миномётный Бежицкий дважды Краснознамённый орденов Суворова и Александра Невского полк                                            | майор / подполковник Дзаридзе Анатолий Васильевич (Убит — 23.12.1943), майор Панов Иван Сергеевич (с 30.12.1943, с 8.1944 — ком-р 95 ГМП), подполковник Козин Александр Иванович (с 2.1944 — 10.1945); | 31 огмКдн / 1; 36 огмдн / 2; 352 огмдн / 3; |
| 75-й гвардейский миномётный Седлецкий Краснознамённый орденов Кутузова, Богдана Хмельницкого и Александра Невского полк                            | майор Виниченко Степан Иванович (с 22.05.1942, с 23.06.1942 — ком-р 70 ГМП), майор / подполковник Чумаков Иван Васильевич (с 3.07.1942, в 1943 — ком-р 9 ГМП), майор Гапич Николай Григорьевич (с 1.1943, с 3 — 12.1942 — ком-р 307 огмд, с 1944 — НШ 318 ИПТАП), подполковник Мухачёв Яков Иванович (с 10.1943 — 8.1945, с 10.1946 — зам ком. 2 ГМБр), майор Карнаухов Николай Васильевич (с 9.1945); | 354 огмдн / 1; 355 огмдн / 2; 356 огмдн / 3; |
| 76-й гвардейский миномётный Знаменский ордена Александра Невского полк                                                                             | майор Решетников Григорий Михайлович (8.1942, с 24.10.1942 на Астраханском СПП, с 30.10.1942 — в спецлагере НКВД, с 7.1943 — ком-р 241 МП 25 МБр), подполковник Семенов Семен Иванович (с 24.10.1942 — 3.1944, затем замком 27 ГМБр), майор Скворцов Александр Владимирович (убит 8.03.1944), майор / подполковник Усов Николай Иванович (с 7.1944 — 1946); зам.ком по с/ч майор Богородский Виталий Васильевич (с 9.1944); | 345 огмдн / 1; 346 огмдн / 2; 347 огмдн / 3; |
| 77-й гвардейский миномётный Могилёвский Краснознамённый орденов Богдана Хмельницкого и Александра Невского полк                                    | майор / подполковник Красильников Михаил Александрович (с 4.1942, с 3.1943 — к-р 26 ГМБр), майор / подполковник Елесин Петр Андреевич (с 25.12.1942 по 11.1944 и с 5.1945), майор Копылов Владимир Герасимович (с 1.11.1944 по 2.1945), майор Турченко Василий Кузьмич (с 2 по 5.1945), майор Уваров Владимир Дмитриевич (12.1945); | 21 огмдн / 1; 319 огмдн / 2; 351 огмдн / 3; |
| 78-й гвардейский миномётный полк | командир — ?; ком-р вз-да ПВО 329 огмд л-т Гурьянов Виктор Никитович (попал в плен, освобожден в 4.1945); | 327 огмдн (1-е ф); 328 огмдн (1-е ф); 329 огмдн; Полк погиб 29.07.1942 г. |
| 79-й гвардейский миномётный Черновицко-Берлинский Краснознамённый орденов Суворова, Кутузова и Богдана Хмельницкого полк                           | подполковник Фанталов Геннадий Михайлович (с июля по сентябрь 1942, затем Нач. 2-й АОГ ДонФ), майор / подполковник / полковник Бондаренко Иван Иванович (с 10.1942 — 5.1945, затем ком-р 41 ГМБр), подполковник Вьюнов Василий Андреевич (с 5.1945); | 331 огмдн / 1; 332 огмдн / 2; 357 огмдн / 3; |
| 80-й гвардейский миномётный Ясский Краснознамённый орденов Богдана Хмельницкого и Александра Невского полк                                         | майор / подполковник Дорофеев Семен Тихонович (до 8.05.1943, затем НШ 5 ГМД), майор / подполковник Самченко Александр Ильич (с 3.(5).1943 — 1946); | 360 огмдн / 1; 361 огмдн / 2; 362 огмдн / 3; |
| 81-й гвардейский миномётный полк | майор / подполковник Прудников Павел Афанасьевич (1942, с 1.1943 — ком-р 11 ГМБр); | 73 огтмдн; 78 огтмдн; 79 огтмдн; 21.12.1942 г. полк обращён на форм. 11 гмбр; |
| 82-й гвардейский миномётный полк | полковник Шубный Максим Ефремович (с 12.1942 — ком-р 8 ГМБр); | 80 огтмдн / 1; 81 огмдн / 2; 82 огмдн / 3; 7.01.1943 г. полк обращён на форм. 8 гмбр; |
| 83-й гвардейский миномётный Житомирский Краснознамённый ордена Богдана Хмельницкого полк                                                           | командиры: майор / подполковник / полковник Голубев Константин Тимофеевич (с 7.07.1942 по 10.1942, с 10 по 12.1942 — ком-р 3 ТГМП, с 12.1942 по 27.08.1944 — опять ком-р полка, затем зам. ком арт. по ГМЧ 3 гв. А), подполковник Резниченко Константин Иванович (с 30.08.1944, убит — 30.10.1944), врио майор Коробов Н. Ф. (10.1944), майор / подполковник Захаров Андрей Андреевич (с 11.1944); | 295 огмдн / 1; 325 огмдн / 2; 358 огмдн / 3; |
| 84-й гвардейский миномётный Новозыбковский Краснознамённый орденов Суворова и Александра Невского полк                                             | подполковник Прокопов Иван Григорьевич (9.1942 — 4.1943, затем НШ 2 ГМД), майор / подполковник Цыганов Иван Федорович (с 4.1943 до 15.08.1943, затем Нач. АОГ ГМЧ ЦентрФ), майор Воблый Никифор Иванович (с 15.08.1943 до 12.1943, затем замком 37 ГМП), майор / подполковник Коломиец Михаил Маркович (с 12.1943 — 1946); | 114 огмдн / 1; 299 огмдн / 2; 350 огмдн (2-е ф) / 3; |
| 85-й гвардейский миномётный Двинский Краснознамённый полк имени Московского комсомола                                                              | майор / подполковник Васильков Борис Корнилович (с 11.1942 — 12.1942, затем замнач 2-го УМБр), подполковник Плотников Валентин Алексеевич (с 16.12.1942 до 9.1944, затем зам.нач. арт. по ГМЧ 40 А), майор Грибков Николай Иванович (с 5.1944 — 10.1945); | 316 огмдн / 1; 327 огмдн / 2; 328 огмдн / 3; |
| 86-й гвардейский минометный Уманьско-Варшавский Краснознаменный орденов Суворова, Кутузова и Александра Невского полк                              | майор / подполковник Климов Сергей Александрович (с 7.1942, затем замком по с/ч 22 ГМБр и временно ком-ром 6 ГМП), майор / подполковник / полковник Зазирный Павел Ануфриевич (с 3.01.1943 — 12.1945), майор Соколов Иван Васильевич (с 6.1943, погиб 26.07.1943, с 5.07.1943 по 20.07.1943 — ком-р 324 ГМП); | 382 огмдн / 1; 383 огмдн / 2; 384 огмдн / 3; |
| 87-й гвардейский миномётный Одесский орденов Кутузова и Богдана Хмельницкого полк                                                                  | майор / подполковник Катков Дмитрий Иванович (с 7.1942 до 8.1943, затем нач. АОГ ГМЧ ЮЗФ / 3 УкрФ), майор / подполковник Скиба Иван Петрович (с 1.08.1943), подполковник Ширяев Александр Павлович (с 2.1945); | 364 огмдн / 1; 365 огмдн / 2; 366 огмдн / 3; |
| 88-й гвардейский миномётный Львовский орденов Богдана Хмельницкого и Александра Невского полк                                                      | майор / подполковник Садкович Алексей Федорович (быв. ком-р 201 огмд, с 8.1942 — 12.1943, затем замком. 12 ГАПБр), подполковник / полковник Никонов-Шаванов Алексей Дмитриевич (с 12.1943), врид майор Пискарев Петр Александрович (в 9.1945 и замком по с/ч); | 368 огмдн / 1; 369 огмдн / 2; 397 огмдн / 3; |
| 89-й гвардейский миномётный Верхнеднепровский Краснознамённый орденов Богдана Хмельницкого и Александра Невского полк                              | майор / подполковник Никитин Николай Иванович (до 6.1944, потом НШ 39 ГМБр), инженер-подполковник Волков Алексей Александрович (с 6.1944, затем ком-р 4 ГМБр), подполковник Ананич Алексей Данилович (с 1.1945); | 370 огмдн / 1; 371 огмдн / 2; 372 огмдн / 3; |
| 90-й гвардейский миномётный Режицкий ордена Александра Невского полк                                                                               | майор / подполковник Шапиро Шлема Михелевич (с 7.1942 до 3.1943, затем НШ 30 ОИПТАБр (майор)), майор / подполковник / полковник Якушев Михаил Алексеевич (с 1943 по 1944 и с 9.1945, с 1944 — нач. по испол. ГМЧ 2 ПрибФ и ЛенФ), подполковник / полковник Задорин Виталий Иванович (с 7 по 11.1944 и с 3.1945), майор Скоморохов Владимир Яковлевич (с 18.04.1945 по 8.1945, с 12.1944 — замком); | 373 огмдн / 1; 374 огмдн / 2; 375 огмдн / 3; |
| 91-й гвардейский миномётный Бердичевский полк | майор / подполковник / полковник Сигаев Вениамин Матвеевич (с 1942, с 9.1944 — замком арт. по ГМЧ 38 А), подполковник Слитинский Семен Исаакович (с 1.1945); | 376 огмдн / 1; 377 огмдн / 2; 378 огмдн / 3; |
| 92-й гвардейский миномётный Гомельский ордена Ленина, Краснознамённый, орденов Суворова, Кутузова и Богдана Хмельницкого полк                      | майор / подполковник / полковник Царев Павел Петрович (1942, с 10.1944 — ком-р 23 ГМБр), майор Роганин В. П. (с 10.1944), п/п Волков Николай Семенович (с 1.01.1945, быв. ком-р 43 огмд), п/п Черненко Петр Григорьевич (с 6.1945); | 379 огмдн / 1; 380 огмдн / 2; 381 огмдн / 3; |
| 93-й гвардейский миномётный Режицский Краснознамённый ордена Кутузова полк                                                                         | майор / подполковник / полковник Сердобольский Константин Григорьевич (8.1942 — 7.1944, затем — ком-р 21 ГМБр), подполковник / полковник Любимов Иван Петрович(с 7.1944, в 11.1945 — | 19 огмдн / 1; 20 огмдн / 2; 32 огмКдн / 3; |
| 94-й гвардейский минометный Новгород-Северский Краснознаменный орденов Суворова, Кутузова, Богдана Хмельницкого и Александра Невского полк         | подполковник Терешенок Фома Фомич (авг.- дек.1942, затем — нач.1-й АОГ ГМЧ ДонФ / ЦентрФ), майор / подполковник / полковник Коваленко Николай Иванович (с 12.1942 по 4.1944, с 4.1944 — замнач ОГ ГМЧ по с/ч 1 БелФ), майор / подполковник Пальгов Николай Николаевич (с 4.1944 — 1945), полковник Небоженко Тихон Никитович (с 11.1946— 12.1949); замполит майор Смирнов С. Д., майор Куликов Александр Петрович (с 1944); | 37 огмдн / 1; 46 огмдн / 2; 367 огмдн / 3; |
| 95-й гвардейский миномётный Витебский Краснознамённый орденов Кутузова и Александра Невского полк                                                  | майор / подполковник Шейнин Абрам Овсеевич (до апр. 1943, затем ком-р 8 ГМБр), майор Коротя Сергей Максимович (с 4.1943, убит — 6.08.1943), подполковник Горохов Михаил Петрович (до 11.1943, затем к-р 24 ГМБр), подполковник Науменко Михаил Иванович (с 11.1943 по 8.1944, в 1945 — сл-ль Академии), майор / подполковник Панов Иван Сергеевич (с 8.1944 по 12.1945); | 402 огмдн / 1; 403 огмдн / 2; 404 огмдн / 3; |
| 96-й гвардейский миномётный Ясловский Краснознамённый полк'                                                                                        | майор / подполковник Потемкин Сергей Тимофеевич (с 1.1943 до 1.1945, затем ком-р 36 ГМБр), подполковник Кашкин Леонид Петрович (с 02.1945); | 385 огмдн / 1; 386 огмдн / 2; 387 огмдн / 3; |
| 97-й гвардейский миномётный Кировоградский Краснознамённый орденов Богдана Хмельницкого и Суворова полк                                            | майор Загоруйченко Николай Тимофеевич (с 7.1942, с 26.12.1942 — ком-р 36 ГМП), майор / подполковник / полковник Чумак Марк Маркович (с 12.09.1942 по 12.11.1944, с 11.1944 — ком-р 40 ГМБр), полковник Митюшев Николай Васильевич (с 1944), майор Султанов Виталий Никифорович (с 8.1945, в 6 — 7.1945 — замком полка); | 388 огмдн / 1; 389 огмдн / 2; 390 огмдн / 3; |
| 98-й гвардейский миномётный Киевский ордена Ленина Краснознамённый орденов Богдана Хмельницкого и Александра Невского полк                         | майор / подполковник Тихонов Ефим Георгиевич (с 10.1942 по 7.1944, затем нач. 2-й АОГ ГМЧ 1 УкрФ), майор / подполковник Коленченко Федор Федорович (с 7.1944); | 391 огмдн / 1; 392 огмдн / 2; 393 огмдн / 3; |
| 99-й гвардейский Полоцкий миномётный полк | майор Плотицын Семен Петрович (с 8.1942 по 4.1943, затем замком по с/ч 20 ГМБр), майор Мисник Григорий Антонович (7.1943, затем ком-р 29 ГМП), майор / подполковник Николаенко Петр Прохорович (быв. ком-р 43 огмд, с 8.1943 до 11.1944, затем ком-р 39 ГМП), майор Хотинский Михаил Михайлович (с 8.11.1944), и. о. майор Марков И. В. (5.1945), подполковник Бирюков Григорий Федорович (в 8.1945); | 394 огмдн / 1; 395 огмдн / 2; 396 огмдн / 3; |
| 100-й гвардейский миномётный Запорожский Краснознамённый орденов Кутузова, Богдана Хмельницкого и Александра Невского полк                         | майор / подполковник Зырин Василий Ефимович (с 24.12.1942, в 1945 — ком-р 320 ГМП), подполковник Бабич Вячеслав Ефимович (с 5.1944); | 16 огмКдн / 1; 398 огмдн / 2; 399 огмдн / 3; |
| 114-й гвардейский миномётный полк | майор / подполковник Мирзоян Геворг Рустамович (с 11.1942 до 10.09.1943), п/п Староватов Иван Иванович (с 9.1943, убит 27.11.1943), подполковник Бороздых Григорий Иванович (с 1.1944, умер от ран — 30.04.1944), майор / подполковник Сенин Александр Иванович (с 6.1944, в 2.1944 — зам.ком. по с/ч (капитан)); | Примечание: В состав ГМЧ не входил; Двухдивизионный |
| 115-й гвардейский миномётный Новозыбковский полк                                                                                                   | п/п Щербо Карл Антонович (убит 31.07.1943), майор Гранич Иван Степанович (убит 2.09.1943), Герой Советского Союза (21.03.1940) капитан / майор Леонтьев Петр Михайлович (с 9 — 11.1943, затем замком и ком-р 210 ГМП), майор Насыров Ибрагим Исламович (с 26.10.1943 по 11.11.1943, тяж. ранен — оторвало руку), майор Атанасян Сурен Ашотович (в 11.1943, затем замком 114 ГМП), майор Соловьев Алексей Львович (в 12.1943, до 12.1943 — замком по с/ч, с 7.1944 — замком по с/ч 114 ГМП), майор Тимошенко И. М. (1 — 4.1944, затем — НШ полка), майор / подполковник Душко Николай Васильевич (с 4.1944, убит в бою 16.04.1945);                                                                    | Примечание: В состав ГМЧ не входил; Двухдивизионный |
| 131-й гвардейский миномётный полк | майор / подполковник Рамзин Алексей Федорович (с 4.1943, затем НШ 198 олабр), майор / подполковник Поваляев Иван Васильевич (с мая 1944, убит 10.02.1945), врио майор Приходченко Владимир Мефодьевич (с 11.02.1945), подполковник Трубач (Петр Андреевич) (с 4.1945); | Примечание: В состав ГМЧ не входил; Двухдивизионный |
| 133-й гвардейский миномётный Барановичский Краснознамённый ордена Александра Невского полк                                                         | майор Бабаев Михаил Яковлевич (9.1943), майор / подполковник Афанасьев Яков Ануфриевич (с 2.1944); | Примечание: В состав ГМЧ не входил; Двухдивизионный |
| 136-й гвардейский армейский миномётный Новогеоргиевский ордена Суворова полк                                                                       | майор / подполковник / полковник Кращенко Сергей Иванович (с 11.1942); | Примечание: В состав ГМЧ не входил; Двухдивизионный |
| 141-й гвардейский миномётный полк | майор / подполковник Сидельников Сергей Прокофьевич (с 6.1943); | Примечание: В состав ГМЧ не входил; Двухдивизионный |
| 143-й гвардейский армейский миномётный Днепровский Краснознамённый полк                                                                            | подполковник / полковник Олейник Иван Романович (с 1943—1945); | Примечание: В состав ГМЧ не входил; Двухдивизионный |
| 146-й гвардейский артиллерийско-миномётный Томашовский Краснознамённый полк                                                                        | капитан Литошко Семен Филиппович (1943), подполковник Володарский Леонид Трофимович (с 1943), майор Котенев Иван Ильич (2.1944); | Примечание: В состав ГМЧ не входил; Двухдивизионный |
| 147-й гвардейский артиллерийско-миномётный Лодзинский Краснознамённый полк                                                                         | майор / подполковник Саверский Иосиф Митрофанович (с 9.1943); | Примечание: В состав ГМЧ не входил; Двухдивизионный |
| 148-й гвардейский миномётный Томашовский Краснознамённый орденов Кутузова и Богдана Хмельницкого полк                                              | майор Саитов Салил Нагмоджанов (с 5.12.1942, убит 23.02.1943), ст. л-т Махтеев Ефим Григорьевич (в 2 — 3.1943), врио капитан Иванов Анатолий Михайлович (с 26.02.1943 и замполит полка), капитан / майор / подполковник Хабиров Сайфула Халилович (с 9.1943, с 12.1945 — ком-р 73 ГМП); | Примечание: В состав ГМЧ не входил; Двухдивизионный |
| 149-й гвардейский миномётный полк | майор Масловский Виктор Николаевич (с 1942, с 7.1943 — ком-р 183 АМП 10 ГКД, умер от ран — 27.11.1943); | Примечание: В состав ГМЧ не входил; Двухдивизионный |
| 161-й гвардейский миномётный полк | майор Сидельников Сергей Прокофьевич (с 12.1942, с 6.1943 — ком-р 141 ГАМП); | Примечание: В состав ГМЧ не входил; Двухдивизионный |
| 171-й гвардейский миномётный Львовский орденов Ленина и Александра Невского полк                                                                   | п/п Марченко Василий Григорьевич (с 1942 до 12.1943, затем ком-р 27 ГМБр), подполковник / полковник Волков Александр Николаевич (12.1943 — 7.1944), майор Шамаль Федор Андреевич (с 8.1944, убит 21.01.1945, орден «Ленина» посмертно), майор Бурмак М. С. (с 21 — 26.01.1945, с 2.1945 — НШ 7 минбр, затем опять ком-р полка), подполковник Алексеенко Михаил Ефремович (с 26.01 до 4.1945, до 1.1945 — замком полка); | Примечание: В состав ГМЧ не входил; Двухдивизионный |
| 172-й гвардейский миномётный Печенгский ордена Александра Невского полк                                                                            | п/п Лазарев Емилиан Николаевич (с 6.1942, в 1944 — нач-к отд. по стр-ву № 203 НКВД), майор Кожин Иван Никифорович (с 1944, убит — 8.04.1945), майор Пчелин Николай Иванович (с 4.1945, с 7.1945 — замком), п/п Бессонов Михаил Филиппович (с 7.1945); | Примечание: В состав ГМЧ не входил; Двухдивизионный |
| 173-й гвардейский миномётный ордена Александра Невского полк                                                                                       | подполковник / полковник Бычинский Федор Лаврентьевич (с 1943); | Примечание: В состав ГМЧ не входил; Двухдивизионный |
| 179-й гвардейский артиллерийский миномётный Краснознамённый полк                                                                                   | подполковник Яковлев Павел Григорьевич(с 9.1943, в 1945 — ком-р 1904 ЛАП), п/п Костеев (10.1944), майор / подполковник Самофалов Михаил Митрофанович (1945); | Примечание: В состав ГМЧ не входил; Двухдивизионный |
| 203-й гвардейский армейский миномётный Померанский полк                                                                                            | подполковник Владимиров Константин Григорьевич (1943, в 9.1943 — ком-р 31-й мин.б-р), полковник Парфенов Алексей Иванович (умер от ран 15.11.1943), и.д. майор Костыгов Николай Васильевич (с 10.1943, с 1942 — НШ 603/203 ГМП), и.д. майор Яковкин Владимир Авенирович (12.1943, затем ком-р 313 АП 115 СД), подполковник Ященко Н. (с 1.1944), подполковник Ширяев Павел Николаевич (до 27.07.1944, затем ком-й арт. 171 сд, с 31.05.1945 — Герой Советского Союза), подполковник Артемьев Иван Сергеевич (с 7.1944, до 7.1944 — замком по с/ч), майор Малашенко Иван Парфенович (с 10.1944); | Примечание: В состав ГМЧ не входил; Двухдивизионный |
| 210-й гвардейский миномётный полк | подполковник Юрин Василий Потапович (7 — 11.1943, затем ком-р 32 ОМБр, и с 1 — 6.1944 — опять ком-р 210 ГМП, в 1945 — ком-р 1-й мин. бр-ды Войско Польского), врио капитан Приходченко В. М. (с 4.11.1943 и с 6 — 10.12.1943, в 2.1945 — ком-р 131 ГМП), подполковник Кожняков (с 24.11.1943), Герой Советского Союза (21.03.1940) майор Леонтьев Пётр Михайлович (с 12.1943, умер от ран 6.12.1943), майор Репкин Дмитрий Максимович (с 6.1944, убит в бою 4.08.1944), подполковник Яценко Корней Емельянович (с 8.1944 до 2.1945, затем ком-р 234 ГМП), майор Трегубов Николай Петрович (в 8.1944 и в 2.1945, с 1944 — замком полка), полковник Карчевский Иван Иванович (с 4.1945);                | Примечание: В состав ГМЧ не входил; Двухдивизионный |
| 226-й гвардейский миномётный Варшавский орденов Кутузова и Александра Невского полк                                                                | п/п Гончаров Василий Семенович (погиб в авиакатастрофе 9.08.1944), майор / подполковник Козлов Николай Иванович (с 8.1944 — 1946, в 1944 — замком по с/ч); | Примечание: В состав ГМЧ не входил; Двухдивизионный |
| 230-й гвардейский миномётный Нарвский полк | майор / подполковник Кудрин Александр Федорович (с 1943, в 1945 ком-р 252 МП 28 минбр), майор Достовалов Н. Г. (с 7.1944, с 1.1945 — замком), подполковник Татарицкий Константин Адольфович (с 2.1944, быв. ком. арт. 48 ОМСБр), майор Бабанов Сергей Александрович (с 1 до 8.1945, затем замком 230 ГАП), майор Доставалов Николай Григорьевич (с 9.1944 по 1945 и в 5.1945, с 1944 — замком полка), полковник Шувалов Леонид Петрович (с 8.1945, быв. ком-р 929 АП); | Примечание: В состав ГМЧ не входил; Двухдивизионный |
| 234-й гвардейский миномётный Варшавский ордена Александра Невского полк                                                                            | подполковник Ковалёв Константин Иосифович (до 2.1945 и с 4.1945), врид подполковник Яценко Корней Емельянович (с 2.1945, с 4.1945 — ком-р 235 гв. ЛАП); | Примечание: В состав ГМЧ не входил; Двухдивизионный |
| 240-й гвардейский миномётный Келецкий Краснознамённый орденов Кутузова и Александра Невского полк                                                  | подполковник Яшагин Иван Федорович (убит 16.01.1945), майор Набиев Халил Шакирович (с 1.1945, до 16.01.1945 — замком по с/ч), п/п Садыков Салих Фатиевич (7—8.1945), п/п Кобзарь (8 — 9.1945), майор Брызгалин Валерий Степанович (с 10.1945, с 4.1945 — НШ полка); | Примечание: В состав ГМЧ не входил; Двухдивизионный |
| 265-й гвардейский миномётный Черновицко-Гнезненский Краснознамённый орденов Суворова и Богдана Хмельницкого полк                                   | майор Доставалов Ваилий Павлович (1943), подполковник / полковник Щедрин Иван Егорович (с 23.10.1943 — 1945); | Примечание: В состав ГМЧ не входил; Двухдивизионный |
| 269-й гвардейский миномётный Седлецкий Краснознамённый орденов Кутузова и Александра Невского полк                                                 | майор / подполковник Шадрухин Иван Васильевич (с 7.1943 по 5.1945); | Примечание: В состав ГМЧ не входил; Двухдивизионный |
| 270-й гвардейский миномётный Черновицкий Краснознамённый орденов Богдана Хмельницкого и Красной Звезды полк                                        | майор Горелов Григорий Григорьевич (убит 20.08.1943), майор Стукалов Николай Николаевич (с 1.1944, убит 19.08.1944), подполковник Горобец (с 8.1944 — 4.1945), майор Бойков А. В. (4-5.1945), п/п Кобрин (с 5.1945); | Примечание: В состав ГМЧ не входил; Двухдивизионный |
| 272-й гвардейский миномётный Перемышльский ордена Красной Звезды полк                                                                              | гвардии (гв.) майор Доброницкий Афанасий Николаевич (1943, погиб — 21.07.1943), Герой Советского Союза (1.11.1943) гв. майор Иванов Михаил Федорович (с 11.1943, затем замком 39 гв. пабр), гв. подполковник Пресняков Михаил Михайлович (с 7.1944 — 9.1945), гв. майор Власов Иван Яковлевич (с 10.1945, до 9.1945 — замком); нач. штаба гв. капитан / майор Щепотин Александр Павлович (до 12.1943), гв. капитан Сокиркин Петр Федорович (с 12.1943), гв. капитан Чаленко (с 9.1945); | Примечание: В состав ГМЧ не входил; Двухдивизионный |
| 275-й гвардейский миномётный Печенгский ордена Александра Невского полк                                                                            | подполковник Шепель Василий Степанович (1945); | Примечание: В состав ГМЧ не входил; Двухдивизионный |
| 278-й гвардейский миномётный полк | подполковник Козлов (1943), подполковник Итенберг Ефим Гиллерович (с 1944); | Примечание: В состав ГМЧ не входил; Двухдивизионный |
| 297-й гвардейский миномётный Печенгский Краснознамённый полк                                                                                       | п/п Шапиро Юрий Семенович (с 1944); | Примечание: В состав ГМЧ не входил; Двухдивизионный |
| 299-й гвардейский миномётный Тарнопольский орденов Суворова, Кутузова, Богдана Хмельницкого, Александра Невского и Красной Звезды полк             | майор Астахов Дмитрий Васильевич (март — май 1943, затем замком 664 АП), майор Корягин Василий Тарасович (май — авг. 1943, затем замком 365 ГТСАП, убит — 30.10.1944), подполковник Николюк Степан Лукич (авг. 1943 — март 1944, затем НШ арт. 203 сд), майор Николаев Николай Васильевич (в 8.1943 и в 1945 — замполит, март- май 1944), Герой Советского Союза (2.04.1945) подполковник Зыль Василий Константинович (с 5.1944); | Примечание: В состав ГМЧ не входил; Двухдивизионный |
| 301-й гвардейский миномётный Криворожский Краснознамённый полк                                                                                     | майор / подполковник Митюшев Николай Васильевич (с 8.1942 по 12.1944, затем ком-р 97 ГМП), врио подполковник Иващенко Филипп Никитович (в 12.1944 и в 1945), майор Левчик Василий Павлович (с 4.12.1944), врид майор Михайлов В. С. (11.1945); | 33 огмдн / 1; 400 огмдн / 2; 401 огмдн / 3; |
| 302-й гвардейский миномётный Ясский Краснознамённый ордена Богдана Хмельницкого полк                                                               | гв. майор Стадник М. К. (с 9.1942), подполковник Казак Аркадий Степанович (с 8.1943 — 7.1945); | 38 огмдн, 317 огмдн, 405 огмдн, затем - 411 огмдн / 1; 412 огмдн / 2; 413 огмдн / 3; |
| 303-й гвардейский миномётный Лодзинско-Бранденбургский Краснознамённый орденов Кутузова и Александра Невского полк                                 | майор / подполковник / полковник Бежалов Александр Александрович (с 1942 до 1945, в 6.1944 — нач-к АОГ РС при 4 гв. СК и 57 А 1 БелФ, затем зам. ком арт. 69 А по ГМЧ), подполковник Артемьев Алексей Иванович (с 1.01.1945); | 335 огмдн / 1; 426 огмдн / 2; 427 огмдн / 3; |
| 304-й гвардейский миномётный полк | майор Кутанин Сергей Алексеевич (с 12.1942 — ком-р 12 ГМБр); | 19.12.1942 г — обращён на формирование 12 гв. минбр |
| 305-й гвардейский миномётный Радомский ордена Александра Невского полк моряков                                                                     | командир — капитан 2-го ранга Москвин Арсений Петрович (с 12.1942, умер от ран — 27.08.1943), майор Бериашвили Давид Николаевич (умер от ран — 22.09.1943), майор / подполковник Пузик Петр Петрович (с 8.1943 до 1946); замком по с/ч подполковник Кирженков Иван Георгиевич (4.1945, в 1946 — ком-р полка); | 14 огмдн(м) / 1; 101 огмдн(м) / 2; 415 огмдн(м) / 3; 1-й огмдн(м) на дрезинах, в 3.1943 — расформирован; |
| 307-й гвардейский миномётный Верхнеднепровский Краснознамённый орденов Кутузова и Александра Невского полк                                         | майор / подполковник Федоров Павел Александрович (до 1945), подполковник Борисовский Григорий Павлович (с 2.1945), полковник Середняк Федор Яковлевич (с 6.1945 — 1946); | 414 огмдн / 1; 417 огмдн / 2; 418 огмдн / 3; |
| 308-й гвардейский миномётный Кременчугско- Александрийский ордена Ленина Краснознамённый орденов Кутузова и Богдана Хмельницкого полк              | подполковник Гольдин Зейлик Овсеевич (с 1.1943 до 6.1944 и с 1.1945 — 1946), подполковник Пельмегов Василий Прокопьевич (с 7 — 12.1944, затем замком 21 ГМП); | 419 огмдн / 1; 420 огмдн / 2; 421 огмдн / 3; |
| 309-й гвардейский миномётный Ново-Украинский Краснознамённый орденов Кутузова и Богдана Хмельницкого полк                                          | подполковник Киров Григорий Степанович (погиб 11.08.1943), майор / подполковник Денисенков Александр Илларионович (с 8.1943 — 1946); | 422 огмдн / 1; 423 огмдн / 2; 424 огмдн / 3; |
| 310-й гвардейский миномётный Бежицкий Краснознамённый полк                                                                                         | подполковник / полковник Ковчур Николай Минович (до 1944, потом командир 14 ГМБр), врио майор Чаленко Т. И. (7.1944 и в 4.1945), майор / подполковник Федоров Андрей Мефодьевич (с 8.1944, с 1943 — замком полка, в 6-7.1943 — исп. дол. ком-ра полка); | 428 огмдн / 1; 429 огмдн / 2; 430 огмдн / 3; |
| 311-й гвардейский минометный Бобруйско-Берлинский Краснознаменный орденов Кутузова, Богдана Хмельницкого и Александра Невского полк                | подполковник Журавлев Григорий Фомич (окт. 1942 — 25.10.1943 — умер от ран), майор Зинов Иван Федорович (18.10 — 26.10.1943, временно), подполковник Маяцкий Федор Павлович (с 26.10.1943 — фев. 1944), инженер-полковник Меркулов Иван Дмитриевич (с 2.1944 по 10.1944, в 1945 — ком-р 327 ГМП), подполковник Анашкин Иван Николаевич (с 4.10.1944); | 431 огмдн / 1; 432 огмдн / 2; 433 огмдн / 3; |
| 312-й гвардейский миномётный Львовско-Берлинский Краснознамённый орденов Кутузова, Богдана Хмельницкого и Александра Невского полк                 | майор Дударенко (с 29.10.1942), майор / подполковник Скирда Никита Васильевич (с 19.12.1942 до 1945, затем замком 1 ГМБр), майор / подполковник Кучеров Яков Александрович (с 1.1945); | 425 огмдн / 1; 434 огмдн / 2; 435 огмдн / 3; |
| 313-й гвардейский миномётный Бобруйский Краснознамённый орденов Суворова, Кутузова и Александра Невского полк                                      | майор / подполковник Орлов Дмитрий Нилович (с 1.1943, в 1945 — ком-р 43 огмдн), полковник Салитан Борис Ефимович (с 1.1945); | 436 огмдн / 1; 437 огмдн / 2; 438 огмдн / 3; |
| 314-й гвардейский миномётный полк | майор Тарасов Ефим Иосифович (до 9.1943, пропал без вести в 5.1943, за это осужден ВТ на 10 лет), майор Прокофьев Илларион Тихонович (в 5.1943, в 1944 — замком 329 ГМП), майор / подполковник Бабич Вячеслав Ефимович (с 10.1943 — ком-р 100 ГМП); | 439 огмдн; 440 огмдн; 441 огмдн; В 8.1944 упр-е полка расформировано, а д-ны полка стали Отдельными д-нами. |
| 315-й гвардейский миномётный Нижнеднепровский Краснознамённый ордена Богдана Хмельницкого полк                                                     | подполковник Ганюшкин Александр Федорович (с 1943 до 1945, затем — замком арт. по ГМЧ 4 гв. А), п/п Михелев Евгений Васильевич (с 1.1945); | 443 огмдн / 1; 447 огмдн / 2; 448 огмдн / 3; |
| 316-й гвардейский миномётный Коростеньско-Померанский Краснознаменный, орденов Суворова, Кутузова, Богдана Хмельницкого и Александра Невского полк | майор Скирда Никита Васильевич (с 24.11.1942 до 19.12.1942, затем ком-р 312 ГМП), майор / подполковник Хлопенко Алексей Ефимович (с 1.1943 по 31.12.1944, с 1.01.1945 — зам. нач. штаба арт. по ГМЧ 1 БФ, с 1.04.1945 — нач. отд. по опер. исп. ГМЧ 1 БФ), гв. подполковник Васильчев Михаил Евдокимович (с 1.01.1945 по 20.11.1945), подполковник Панкратов Виктор Андрианович (с 22.11.1945); | 444 огмдн / 1; 445 огмдн / 2; 446 огмдн / 3; |
| 317-й гвардейский миномётный полк (1-го формирования)                                                                                              | 1-е формирование — майор Орлов Дмитрий Нилович (до 1943, затем ком-р 313 ГМП); | Полк формировался в 11.1942 г., но не был сформирован, а формирующиеся д-ны: 436, 437, 438 огмдн были переданы в 313 ГМП; |
| 317-й гвардейский миномётный Смоленский орденов Кутузова и Александра Невского полк                                                                | 2-е формирование — подполковник Копнин Валентин Сергеевич (с фев. 1943), майор / подполковник Попов Александр Яковлевич (с 6.1944 — 12.1945); | 451 огмдн / 1; 469 огмдн / 2; 470 огмдн / 3; |
| 318-й гвардейский миномётный Краснознамённый полк                                                                                                  | подполковник Мещеряков Григорий Никифорович (с янв. 1943), майор Борисовский Григорий Павлович (с 11.1943 до 2.1945, 16.06.1944 — тяж. ранен, затем ком-р 307 ГМП), майор Запольский Дмитрий Алексеевич (с 6 — 8.1944, до 6.1944 — замком 24 ГМП), майор Боровков Павел Семенович (с 1.1945); командир батареи 318-го гвардейского миномётного полка, гвардии старший лейтенант. Герой Советского Союза Хоменко, Иван Антонович; | 50 огмдн / 1; 452 огмдн / 2; 453 огмдн / 3; |
| 319-й гвардейский минометный Новгородский Краснознаменный полк                                                                                     | майор / подполковник Ассеев Александр Иванович (с 1942 — 12.1945); | 51 огмдн / 1; 454 огмдн / 2; 455 огмдн / 3; |
| 320-й гвардейский миномётный Красносельский Краснознамённый полк                                                                                   | майор Лучинкин Михаил Максимович (1.1943, умер от ран 14.02.1943), майор / подполковник Силин Николай Дмитриевич (с 2.1943, затем ком-р 5 ГМП), подполковник Зырин Василий Ефимович (с 2.1945); | 349 (2-е ф.) / 1; 456 огмдн / 2; 457 огмдн / 3; |
| 321-й гвардейский миномётный Пушкинский Краснознамённый полк                                                                                       | командир — майор Дегтярев Петр Никитович (с 1.1943, затем НШ 90 ГМП), инженер-подполковник Волков Алексей Александрович (с 6.1943 — 15.02.1944, затем ком-р 2 ГМБр), майор / подполковник Соколов Борис Петрович (с 2.1944 — 1945); | 458 огмдн / 1; 459 огмдн / 2; 460 огмдн / 3; |
| 322-й гвардейский миномётный Краснознамённый полк                                                                                                  | майор Турищев Куприян Андреевич (с 1.1943, с 7.1943 — НШ 4 ГМБр (2-е фор.)), майор / подполковник Боровик Сазон Павлович (с 1.1944 — 10.1945); | 461 огмдн / 1; 462 огмдн / 2; 463 огмдн / 3; |
| 323-й гвардейский миномётный Сарненский Краснознамённый ордена Богдана Хмельницкого и Александра Невского полк                                     | майор / подполковник Артюшенко Алексей Фомич (с 12.1942 — 9.01.1944 — умер от ран), полковник Боровицкий Иван Денисович (в 1944), подполковник Честнов Константин Борисович (с 12.1944 — 1946); | 5 огмдн / 1; 465 огмдн / 2; 466 огмдн / 3; |
| 324-й гвардейский миномётный Уманьский Краснознамённый орденов Кутузова и Богдана Хмельницкого полк                                                | полковник Орлов Борис Иванович (с 26.01.1943 по 7.1943 и с 8.1943 по 11.1944 и с 9.1945), майор Соколов Иван Васильевич (с 5.07.1943 по 20.07.1943, затем — ком-р 86 ГМП, убит — 26.07.1943), майор / подполковник Щербин Сергей Леонтьевич (с 11.1944 — 1946); | 34 огКмдн / 1; 467 огмдн / 2; 468 огмдн / 3; |
| 325-й гвардейский миномётный Могилёвский Краснознамённый орденов Кутузова и Александра Невского полк                                               | майор Самокиш Василий Моисеевич (1943, в 1944 — замком 58 ГМП), подполковник Ковалевич Анатолий Николаевич (с 11.1943 — 1946); | 471 огмдн / 1; 472 огмдн / 2; 473 огмдн / 3; |
| 326-й гвардейский миномётный Молодечненский орденов Кутузова и Александра Невского полк                                                            | майор / подполковник Калошин Иван Васильевич (с 1943 до 12.1944 и с 5.1945), майор / подполковник Смирнов Виктор Дмитриевич (с 1 — 4.1945, в 8.1945 — ком-р 42 ГМП, в 1944 — НШ полка, с 6.1944 — замком полка); | 474 огмдн / 1; 475 огмдн / 2; 476 огмдн / 3; |
| 327-й гвардейский миномётный полк | майор Кислов (9.1944), инженер-полковник Меркулов Иван Дмитриевич (с 11.1944, в 9.1945 — в 52 ОУЧДн); | Полк находился на Центральном химическом полигоне КА (с. Причернавская, ПриВО); |
| 328-й гвардейский миномётный Белоцерковский Краснознамённый ордена Богдана Хмельницкого полк                                                       | подполковник / полковник Власенко Михаил Борисович (с 1944), подполковник Киселев Владимир Алексеевич (с 5.1945); | 481 огмдн / 1; 482 огмдн / 2; 483 огмдн / 3; |
| 329-й гвардейский миномётный Проскуровский орденов Кутузова и Богдана Хмельницкого полк                                                            | подполковник / полковник Терехин Александр Михайлович (с 1944); | 1-й гв. миндн; 2-й гв. миндн; 3-й гв. миндн; |
| 454-й гвардейский миномётный Плоештинский полк | гвардии майор Деревицкий Алексей Петрович (1943), гв. подполковник Кувшинников Николай Васильевич (до 5.1945), гв. майор / подполковник Понежа Семен Михайлович (с 5.1945); | Примечание: В состав ГМЧ не входил; Двухдивизионный; |
| 458-й гвардейский миномётный Бухарестский ордена Александра Невского полк                                                                          | майор / подполковник Павлов Владимир Владимирович (с 1943 до 1.1945 и в 8.1945), майор Якимов Алексей Дмитриевич (с 1.1945, до этого — замком); | Примечание: В состав ГМЧ не входил; Двухдивизионный; |
| 467-й гвардейский миномётный Львовский ордена Красной Звезды полк                                                                                  | майор / подполковник Копин Иван Дмитриевич (с 10.1943 до 23.06.1944, в 1945 — ком-р 1645 ГАП), и. о. майор Беркин Николай Ильич (в 6.1944, затем НШ 616 МП), подполковник Чернявский Андрей Иванович (с 7.1944, убит — 6.02.1945), майор Быков Антон Иванович (с 2.1945); | Примечание: В состав ГМЧ не входил; Двухдивизионный; |
| 468-й гвардейский миномётный полк | капитан Маренко Николай Иванович (с 7.1943 по 1.1944, затем — НШ полка), полковник Чурюкин Дмитрий Федорович (с 1.1944 — 9.1945); | Примечание: В состав ГМЧ не входил; Двухдивизионный; |
| 500-й гвардейский миномётный Мгинский полк | п/п Носов Леонид Владимирович (10.1943 — 4.1944), подполковник Панкратов Василий Федорович (с 8.1944 — 10.1945), и. о. капитан Крестопчук Александр Харитонович (с 9.1944 по 11.1944, затем ком-р д-на); | Примечание: В состав ГМЧ не входил; Двухдивизионный; |
| 534-й гвардейский миномётный Выборгский полк | майор Тевзадзе Давид Иосифович (до 25.02.1944, затем в ОК УКА ЛенФ), майор / подполковник Шаблий Федор Елисеевич (с 1944 — 9.1945); | Примечание: В состав ГМЧ не входил; Двухдивизионный; |
| 535-й гвардейский миномётный Печенгский Краснознамённый ордена Красной Звезды полк                                                                 | майор / подполковник Роговой Петр Афанасьевич (с 12.1944); | Примечание: В состав ГМЧ не входил; Двухдивизионный; |
| 567-й гвардейский миномётный полк | майор Одинцов Петр Алексеевич (убит 12.02.1943), майор / подполковник Чижов Олег Николаевич (с 1943); | Примечание: В состав ГМЧ не входил; Двухдивизионный; |
| 596-й гвардейский миномётный Бранденбургский Краснознамённый ордена Кутузова полк                                                                  | майор / подполковник Горунов Григорий Афанасьевич (с 7.1945, в 1944 — ком-р 256 АМП); | Примечание: В состав ГМЧ не входил; Двухдивизионный; |

## Полки (конные)
| Формирование                            | Командиры | Примечания |
| --------------------------------------- | --- | --- |
| 1-й гвардейский конный миномётный полк  | командир — ? | |
| 2-й гвардейский конно-миномётный полк   | майор Михайлов Александр Васильевич (с 3.03.1942, с 31.03.1942 — ком-р 53 ГМП);                                        | Сформирован согласно Приказу ком-го ГМЧ СВКГ КА от 3.03.1942 г., а Приказом СВГК КА № 54 от 31.03.1942 г. — переформирован в 53 ГМП. |
| 161-й гвардейский конно-миномётный полк | Подчинялся ком-ру 250-го гв. казачьего Кубанского полка (250 ГКП) — ком-р майор Шаповалов Сергей Герасимович (1.1943); | Выделен один д-н из 161 ГМП для формирования полка. с 1.1943 по 6.1943 — расформирован.                                              |